# Le Grand-Quevilly
Le Grand-Quevilly – miejscowość i gmina we Francji, w regionie Normandia, w departamencie Sekwana Nadmorska. Przez miejscowość przepływa Sekwana.
Według danych na rok 1990 gminę zamieszkiwało 27 658 osób, a gęstość zaludnienia wynosiła 2489 osób/km² (wśród 1421 gmin Górnej Normandii Le Grand-Quevilly plasuje się na 7. miejscu pod względem liczby ludności, natomiast pod względem powierzchni na miejscu 288.).